# Pleurogonium bifolium
Pleurogonium bifolium is een pissebed uit de familie Paramunnidae. De wetenschappelijke naam van de soort is voor het eerst geldig gepubliceerd in 2001 door Shimonura & Mawatari.